# Aérea Negrot

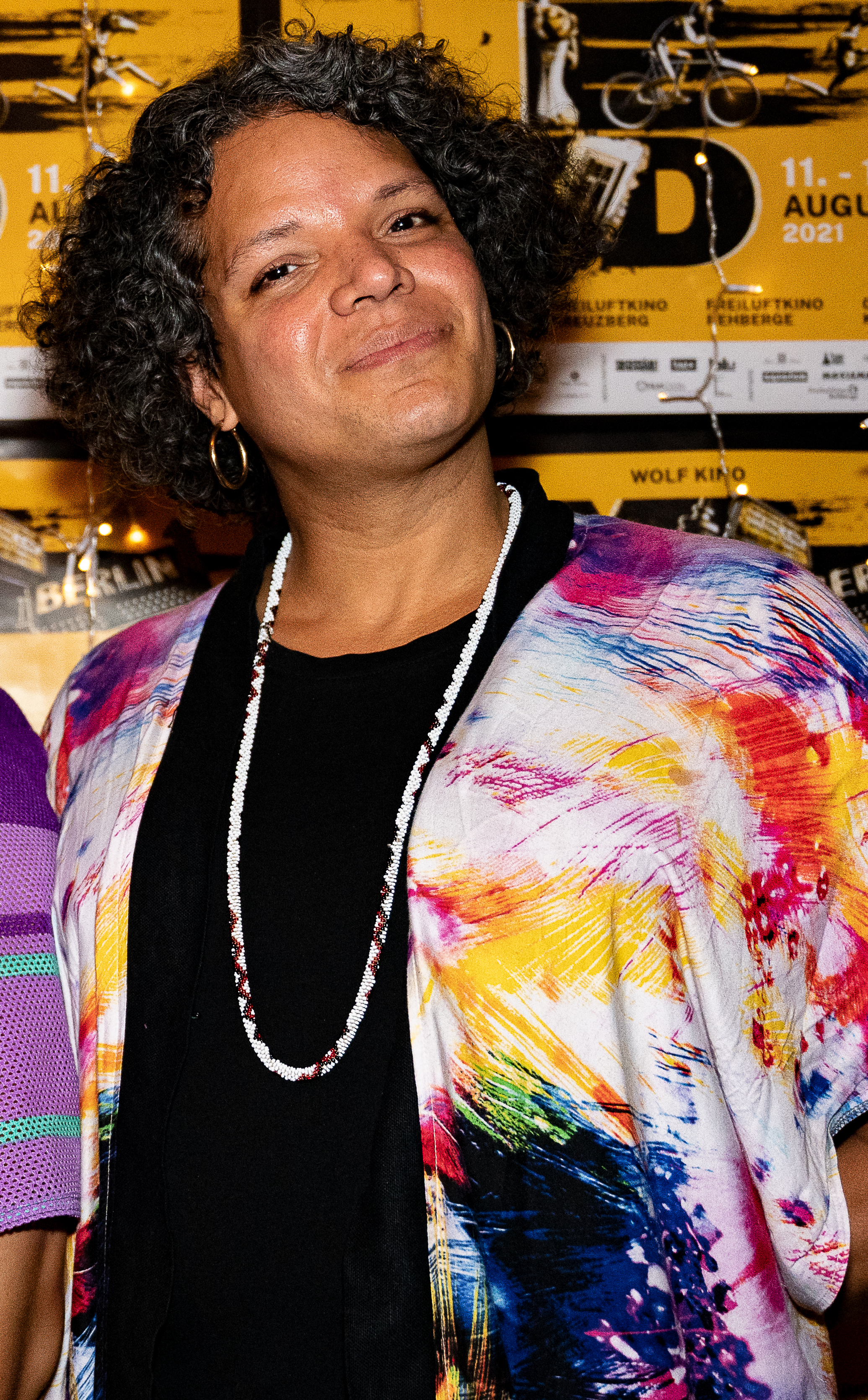
Aérea Negrot beim XPOSED Queer Film Festival 2021

Aérea Negrot (9. Oktober 1980 in Caracas, Venezuela – 11. Oktober 2023 in Berlin) war eine venezolanische Performerin, Sängerin, Tänzerin, Schauspielerin, Komponistin, elektronische Musikerin und Remixerin.

## Leben
Negrots Eltern waren Balletttänzer und auch sie lernte Ballett seit ihrer Kindheit. Als Teenagerin gründete sie die Band La Familia Felíz gemeinsam mit Fata Kiefer und Milton Fermat. Ihren ersten Auftritt unter ihrem Künstlerinnennamen Aérea Negrot hatte sie im Jahr 1997 im Alter von 17 Jahren in der Central Station in Amsterdam. Eine Knieverletzung beendete ihre Ballettkarriere. Trotzdem war sie seit den späten 1990er Jahren als DJ und Performancekünstlerin aktiv.
2004 zog sie nach Berlin. Dort lernte sie ein Jahr später den Musiker Andy Butler von der Band Hercules & Love Affair kennen, wurde in das Tour-Lineup der Band aufgenommen und sang auf einigen Tracks des zweiten Albums Blue Songs mit. Ihr Debütalbum Arabxilla (2011) wurde durch BPitch Control veröffentlicht. Ihre Musik war ein Mix aus Electronica, Techno, Kabarett und Pop.
Negrot starb im Oktober 2023 im Alter von 43 Jahren in Berlin.

## Diskografie

### Album
- 2011: Arabxilla (BPitch Control)

### EPs/Singles
- 2010: All I Wanna Do (Bpitch Control)
- 2011: Right Body Wrong Time (Bpitch Control)
- 2011: It's Lover, Love (Bpitch Control)

### Remixe
- 2011: Shaun J. Wright – Forever More (Aérea Negrot Remix) (Mr. INTL)
- 2015: Mamacita – Luz (Aérea Negrot Remix) (Klack 001)

### Kompilationen
- 2004: V.V.A.A. – FEA Versión Dosmilcuatro beinhaltet LaFamiliaFeliz feat. Aérea Negrot – La Disco (Sinnamon Records)
- 2010: Ellen Allien – Watergate 05 include All I Wanna Do (Watergate Records)
- 2010: V.V.A.A. – Ich Bin Ein Berliner beinhaltet Ich Bin Dein Mädchen (Araknid Records)
- 2010: V.V.A.A. – Saturator 4xuRODZINY beinhaltet Ich Bin Dein Mädchen (Saturator)
- 2011: V.V.A.A. – Werkschau beinhaltet Deutsche Werden (Bpitch Control)
- 2011: V.V.A.A. – Groove 132 / CD 41 beinhaltet Arabxilla (Groove)
- 2011: V.V.A.A. – Spex No. 99 beinhaltet Berlin (Spex Magazine)

### Gesang/Kollaborationen
- 2009: Massimiliano Pagliara – Sensation 9 (Original Mix) (Rush Hour Recordings)
- 2010: Hercules And Love Affair – Blue Songs (Moshi Moshi Records)
- 2010: Rey Morales ft Aerea Negrot – Angel Negro
- 2011: tobias. – Leaning Over Backwards (Ostgut Ton)
- 2014: Billie Ray Martin & Aerea Negrot – Off The Rails -Electrosexual Remix (Disco Activisto)

## Filmografie (Auswahl)
- 2015: Desire Will Set You Free (Schauspielerin)
- 2017: Fluidø (Schauspielerin, Musik Supervision)
- 2018: The Whisper of the Jaguar (Komponistin)
- 2019: Trying to Forget You (Regisseurin, Kamerafrau, Komponistin, Casting)
- 2022: Aribaba (Komponistin)
- 2023: UKI (Komponistin)
- 2023: Bis ans Ende der Nacht (Schauspielerin)

## Performancekunst
- 2023: ManiFiesta! (Regisseurin, Texterin, Konzeption, Musik)